# Nada Klašterka
Nada Klašterka (Zagreb, 20. svibnja 1928. – Zagreb, 22. ožujka 2020.) je hrvatska kazališna, televizijska i filmska glumica te pjesnikinja. Nada je i majka glumice Nade Rocco i baka glumice Barbare Rocco.

## Književni rad
Dala je ogromni doprinos zavičajnoj kajkavskoj poeziji. Napisala je dosta pjesama, koje je sin Željen uglazbio. S njime je svake godine nastupala je na Krapinskom festivalu od 2011. do 2018. i često ju je pratio na gitari tijekom recitalskih nastupa.

## Filmografija

### Televizijske uloge
- "Nadine strasti" kao Nada Klašterka (2015.)
- "Pod sretnom zvijezdom" kao gospođa Franck (2011.)
- "Stipe u gostima" kao starija gospođa (2010. – 2014.)
- "Zakon!" kao Kiklopova baka (2009.)
- "Naša mala klinika" kao umirovljenica (2007.)
- "Bitange i princeze" kao baka na placu (2007.)
- "Odmori se, zaslužio si" kao umirovljenica Butić (2006. i 2010.)
- "Zabranjena ljubav" kao starica (2005.)
- "Naši i vaši" kao penzionerka (2002.)
- "Naša kućica, naša slobodica" (1999.)
- "Dirigenti i mužikaši" (1991.)
- "Gruntovčani" kao Mica Gaberova (1975.)

### Filmske uloge
- "Bijeg na more" kao stara žena (2020.)
- "Takva su pravila" kao starica u čekaonici (2014.)
- "Ispod crte" kao baka u bolnici (2003.)
- "Tu" kao umirovljenica #4 (2003.)
- "Ne dao Bog većeg zla" kao profesorica latinskog jezika Fabković (2002.)
- "Ajmo žuti" kao punica (2001.)
- "Baka Bijela" kao žena u vrtu (1992.)
- "Gorčina u grlu" (1973.)
- "Kainov znak" kao Nada (1970.)
- "Gemma Camolli" kao Gemma (1968.)

## Vanjske poveznice
- Nada Klašterka u internetskoj bazi filmova IMDb-u (engl.)
- Stranica na netfaces.hr[neaktivna poveznica]